# Болдклуббен 1903
«Болдклуббен 1903» (дан. Boldklubben 1903) — данський футбольний клуб з Копенгагена.

## Історія
Заснований 2 червня 1903 року. В елітному дивізіоні данського футболу провів 55 сезонів (останній — 1991/92).
Найбільше матчів у збірній Данії провели: Бент Хансен (58), Ернст Нільссон (40) і Генрі Хансен (38). Срібну нагороду на Олімпіаді-1960 здобув Бент Хансен.
У 1992 році об'єднався з КБ в один клуб під назвою ФК «Копенгаген».

## Досягнення
- Чемпіонат Данії.

Чемпіон (7): 1920, 1924, 1926, 1938, 1969, 1970, 1976
Друге місце (6): 1933, 1934, 1972, 1977, 1990, 1992
Третє місце (7): 1930, 1941, 1963, 1965, 1974, 1979, 1982
- Кубок Данії.

Володар (2): 1979, 1986
Фіналіст (2): 1982, 1992
- Чемпіонат Копенгагена[en].

Чемпіон (5): 1920, 1924, 1926, 1931, 1936
Друге місце (6): 1911, 1921, 1927, 1930, 1932, 1935
- Кубок Копенгагена[en].

Володар (7): 1917, 1919, 1920, 1921, 1924, 1928, 1937
Фіналіст (4): 1912, 1929, 1947, 1948